# Unterseeboot 279
Le Unterseeboot 279 (ou U-279) est un sous-marin allemand (U-Boot) de type VII.C utilisé par la Kriegsmarine (marine de guerre allemande) pendant la Seconde Guerre mondiale.

## Historique
Mis en service le 3 février 1943, l'Unterseeboot 279 reçoit sa formation de base à Danzig au sein de la 8. Unterseebootsflottille jusqu'au 31 juillet 1943, puis l'U-279 intègre sa formation de combat à la base sous-marine de Brest avec la 9. Unterseebootsflottille, base qu'il ne rejoindra jamais.
Il réalise sa première patrouille, quittant le port de Kiel le 4 septembre 1943 sous les ordres de l'Oberleutnant zur See Otto Finke. 

Le 1er octobre 1943, Otto Finke est promu au grade de Kapitänleutnant.

Après 31 jours en mer, l'U-279 est coulé le 4 octobre 1943 dans l'Atlantique Nord au sud-ouest de l'Islande à la position géographique de 60° 40′ N, 26° 30′ O par des charges de profondeur lancées d'un avion Lockheed Ventura américain (Squadron VB-128/B). 
Les 48 membres d'équipage meurent dans cette attaque.

## Affectations successives
- 8. Unterseebootsflottille à Danzig du 3 février au 31 juillet 1943 (entrainement)
- 9. Unterseebootsflottille à Brest du 1er août au 4 octobre 1943 (service actif)

## Commandement
- Oberleutnant zur See, puis Kapitänleutnant Otto Finke du 3 février 1943 au 4 octobre 1943

## Patrouilles
|       | Commandant       | Départ           | Départ | Arrivée        | Arrivée | Jours    | Succès |
| ----- | ---------------- | ---------------- | ------ | -------------- | ------- | -------- | ------ |
| 1     | Oblt. Otto Finke | 4 septembre 1943 | Kiel   | 4 octobre 1943 | Coulé   | 31 jours |        |
| Total | Total            | Total            | Total  | Total          | Total   | 31 jours | 0 t    |

Note : Oblt. = Oberleutnant zur See

### Opérations Wolfpack
L'U-279 a opéré avec les Wolfpacks (meute de loups) durant sa carrière opérationnelle:
1. Rossbach (24 septembre 1943 - 4 octobre 1943)

## Navires coulés
L'Unterseeboot 279 n'a ni coulé, ni endommagé de navire ennemi au cours de l'unique patrouille (31 jours en mer) qu'il effectua.

### Source et bibliographie
- (en) Cet article est partiellement ou en totalité issu de l’article de Wikipédia en anglais intitulé « German submarine U-279 » (voir la liste des auteurs).
- Chris Bishop, historien militaire (trad. de l'anglais par Christian Muguet), Les sous-marins de la Kriegsmarine : 1939-1945 : le guide d'identification des sous-marins [« The spellmount submarine identification guide : Kriegsmarine U-boats 1939-1945 »], Paris, Éd. de Lodi, 2008, 192 p. (ISBN 978-2-84690-327-1, OCLC 470721805, BNF 41298980)